# Halliyal, Hirekerur
Halliyal là một làng thuộc tehsil Hirekerur, huyện Haveri, bang Karnataka, Ấn Độ.